# آنخل اودنا
آنخل اودِنا (اسپانیایی: Àngel Òdena‎) خواننده باریتون اپرا اهل اسپانیا است.
رشتهٔ تحصیلی او تاریخ و جغرافیاست اما بعدها به آموختن پیانو و آواز در زادگاهش روی آورد و سپس در «هنرستان اپرای منتووا»، زیر نظرِ «کاتیا ریچارِلی» و «اِدواردو خیمِـنِـز» تعلیم دید. نخستین اجرای حرفه‌ای او در سال ۱۹۹۴ میلادی، در اپرای لا بوهم در شهر باری بود.